# Tony Alegbe
Tony Alegbe, właśc. Anthony Benson Alegbe (ur. 10 października 1981) – nigeryjski piłkarz grający na pozycji środkowego obrońcy lub pomocnika.

## Kariera piłkarska

### Kariera klubowa
Piłkarską karierę rozpoczął w 1999 w klubie Shooting Stars FC. Kolejne sezony występował w klubach Kwara United FC i Enyimba FC. Latem 2001 zmienił klub, gdyż został dostrzeżony przez skautów Metałurha Donieck. Po dwóch sezonach w ukraińskiej Wyższej Lidze przeszedł do innego ukraińskiego klubu Krywbas Krzywy Róg, w którym występował przez następne trzy sezony. Potem zdecydował spróbować w innych mistrzostwach i podpisał kontrakt z azerskim klubem Inter Baku. Jednak przez afrykańską mafię którą zabierała mu wypłatę powrócił do Ukrainy. Zimą 2008 został zaproszony przez byłego trenera Metałurha Wałerija Jaremczenki, który trenował wtedy Karpaty Lwów. Występował głównie w rezerwowej lub drugiej drużynie Karpat, tak jak nie mógł przebić się do podstawowej jedenastki. Po zakończeniu kontraktu próbował znaleźć klub w Rosji. W latach 2009-2011 występował w Wikki Tourists FC, w latach 2011-2012 - w FUS Rabat, a w latach 2012-2013 w TSG Neustrelitz

### Kariera reprezentacyjna
W reprezentacji Nigerii zadebiutował 25 maja 2003 w przegranym 2:3 towarzyskim meczu z Jamajką i był to jego jedyny rozegrany mecz w kadrze narodowej.

## Sukcesy i odznaczenia

### Sukcesy klubowe
- brązowy medalista Mistrzostw Ukrainy: 2001/02, 2002/03